# Super Match
Le Super Match dénomme la rivalité entre les clubs de football sud-coréens du FC Séoul et du Suwon Samsung Bluewings FC.
Jusqu'en 2004, ce derby était dénommé Jijidae Derby. Le changement de nom fait suite au renommage du Anyang LG Cheetahs en FC Séoul.

## Stades
| FC Séoul                | Suwon Samsung Bluewings FC |
| ----------------------- | -------------------------- |
| Seoul World Cup Stadium | Suwon World Cup Stadium    |
| Capacité: 66 704        | Capacité: 43 959           |
|                         |                            |

## Joueurs qui ont joué pour les deux clubs
- Kim Dong-hae (Séoul: 1989–1995, Suwon: 1996)
- Park Chul-woo (Séoul: 1992–1994, Suwon: 1996–1997)
- Seo Jung-won (Séoul: 1992–1997, Suwon: 1999–2004)
- Park Jung-suk (Suwon: 1996–2001, Séoul: 2001–2003, Séoul: 2004–2006)
- Lee Ki-hyung (Suwon: 1996–2002, Séoul: 2005–2006)
- Vitaliy Parakhnevych (Suwon: 1998–2000, Séoul: 2001)
- Tuta (Séoul: 2002, Suwon: 2003–2004)
- Lee Jung-soo (Séoul: 2002–2003, Séoul 2004, Suwon: 2006–2008)
- Han Dong-Won (Séoul: 2002–2003, Séoul: 2004-2006, Suwon: 2012)
- Lee Jong-min (Suwon: 2002–2004, 2013-, Séoul: 2008-2012)
- Baek Ji-Hoon (Séoul: 2005–2006, Suwon: 2006–)
- Park Sung-bae (Séoul: 2005–2006, Suwon: 2007)
- Choi Jae-soo (Séoul: 2004–2009, Suwon: 2012–)

## Matchs

### Matchs de Championnat

#### Année 1990
| K League 1996      | Anyang LG Cheetahs FC | 0–2 | Suwon Samsung Bluewings FC  | Anyang Stadium                             |                                            |
| 16 juin 1996 15:00 |                       |     | Park Kun-ha 70e · Alaor 77e | Spectateurs : 32 865 Arbitrage : Jung Jong | Spectateurs : 32 865 Arbitrage : Jung Jong |
| 16 juin 1996 15:00 | Rapport               |     |                             | Spectateurs : 32 865 Arbitrage : Jung Jong | Spectateurs : 32 865 Arbitrage : Jung Jong |

| K League 1996         | Suwon Samsung Bluewings FC    | 2–1 | Anyang LG Cheetahs FC     | Suwon Stadium                              |                                            |
| 25 juillet 1996 19:00 | Badea 37e · Yoon Sung-hyo 76e |     | Yoon Sang-chul 83e (pen.) | Spectateurs : 8 531 Arbitrage : Kim Jin-ok | Spectateurs : 8 531 Arbitrage : Kim Jin-ok |
| 25 juillet 1996 19:00 | Rapport                       |     |                           | Spectateurs : 8 531 Arbitrage : Kim Jin-ok | Spectateurs : 8 531 Arbitrage : Kim Jin-ok |

| K League 1996      | Anyang LG Cheetahs FC | 0–0 | Suwon Samsung Bluewings FC | Dongdaemun Stadium                             |                                                |
| 24 août 1996 19:00 |                       |     |                            | Spectateurs : 4 850 Arbitrage : Kim Kwang-taek | Spectateurs : 4 850 Arbitrage : Kim Kwang-taek |
| 24 août 1996 19:00 | Rapport               |     |                            | Spectateurs : 4 850 Arbitrage : Kim Kwang-taek | Spectateurs : 4 850 Arbitrage : Kim Kwang-taek |

| K League 1996         | Suwon Samsung Bluewings FC  | 2–0 | Anyang LG Cheetahs FC | Suwon Stadium                                  |                                                |
| 10 octobre 1996 19:00 | Badea 37e · Park Kun-ha 72e |     |                       | Spectateurs : 13 723 Arbitrage : Lee Sang-yong | Spectateurs : 13 723 Arbitrage : Lee Sang-yong |
| 10 octobre 1996 19:00 | Rapport                     |     |                       | Spectateurs : 13 723 Arbitrage : Lee Sang-yong | Spectateurs : 13 723 Arbitrage : Lee Sang-yong |

| K League 1997      | Suwon Samsung Bluewings FC | 1–1 | Anyang LG Cheetahs FC | Suwon Stadium                                  |                                                |
| 28 juin 1997 19:00 | Yoon Sung-hyo 69e          |     | Mutamba 77e           | Spectateurs : 8 355 Arbitrage : Kim Kwang-taek | Spectateurs : 8 355 Arbitrage : Kim Kwang-taek |
| 28 juin 1997 19:00 | Rapport                    |     |                       | Spectateurs : 8 355 Arbitrage : Kim Kwang-taek | Spectateurs : 8 355 Arbitrage : Kim Kwang-taek |

| K League 1997     | Anyang LG Cheetahs FC | 0–1 | Suwon Samsung Bluewings FC | Anyang Stadium                                 |                                                |
| 9 août 1997 19:00 |                       |     | Lee Byung-keun 90e         | Spectateurs : 3 753 Arbitrage : Kim Kwang-taek | Spectateurs : 3 753 Arbitrage : Kim Kwang-taek |
| 9 août 1997 19:00 | Rapport               |     |                            | Spectateurs : 3 753 Arbitrage : Kim Kwang-taek | Spectateurs : 3 753 Arbitrage : Kim Kwang-taek |

| K League 1998      | Suwon Samsung Bluewings FC   | 2–1 a. p. | Anyang LG Cheetahs FC | Suwon Stadium                                  |                                                |
| 26 août 1998 19:00 | Denis 82e (pen.) · Saša 113e |           | Park Jong-in 90+5e    | Spectateurs : 19 567 Arbitrage : Son Jong-deok | Spectateurs : 19 567 Arbitrage : Son Jong-deok |
| 26 août 1998 19:00 | Rapport                      |           |                       | Spectateurs : 19 567 Arbitrage : Son Jong-deok | Spectateurs : 19 567 Arbitrage : Son Jong-deok |

| K League 1998           | Anyang LG Cheetahs FC                                                  | 1–1 a. p.       | Suwon Samsung Bluewings FC                                 | Anyang Stadium                                 |                                                |
| 20 septembre 1998 15:00 | Kang Chun-ho 17e                                                       |                 | Shin Hong-gi 22e (pen.)                                    | Spectateurs : 20 085 Arbitrage : Kim Young-joo | Spectateurs : 20 085 Arbitrage : Kim Young-joo |
| 20 septembre 1998 15:00 | Rapport                                                                |                 |                                                            | Spectateurs : 20 085 Arbitrage : Kim Young-joo | Spectateurs : 20 085 Arbitrage : Kim Young-joo |
| 20 septembre 1998 15:00 | Kim Gwi-hwa · Je Yong-sam · Kim Seong-il · Kang Chun-ho · Kim Bong-soo | Tirs au but 3–4 | Shin Hong-gi · Ko Jong-soo · Park Kun-ha · Vitaliy · Mihai | Spectateurs : 20 085 Arbitrage : Kim Young-joo | Spectateurs : 20 085 Arbitrage : Kim Young-joo |

| K League 1999     | Anyang LG Cheetahs FC | 0–1 | Suwon Samsung Bluewings FC | Anyang Stadium                                  |                                                 |
| 2 juin 1999 19:00 |                       |     | Shin Hong-gi 63e (pen.)    | Spectateurs : 14 235 Arbitrage : Kwon Jong-chul | Spectateurs : 14 235 Arbitrage : Kwon Jong-chul |
| 2 juin 1999 19:00 | Rapport               |     |                            | Spectateurs : 14 235 Arbitrage : Kwon Jong-chul | Spectateurs : 14 235 Arbitrage : Kwon Jong-chul |

| K League 1999         | Anyang LG Cheetahs FC | 0–4 | Suwon Samsung Bluewings FC                                   | Changwon Stadium                                |                                                 |
| 21 juillet 1999 19:30 |                       |     | Seo Jung-won 34e · Saša 76e · Vitaliy 86e · Cho Hyun-doo 90e | Spectateurs : 33 041 Arbitrage : Wang Jong-gook | Spectateurs : 33 041 Arbitrage : Wang Jong-gook |
| 21 juillet 1999 19:30 | Rapport               |     |                                                              | Spectateurs : 33 041 Arbitrage : Wang Jong-gook | Spectateurs : 33 041 Arbitrage : Wang Jong-gook |

| K League 1999        | Suwon Samsung Bluewings FC   | 2–3 | Anyang LG Cheetahs FC                                         | Suwon Stadium                                |                                              |
| 6 octobre 1999 19:00 | Vitaliy 4e · Park Kun-ha 42e |     | Choi Yong-soo 17e · Jung Hyun-ho 90+1e · Jung Kwang-min 90+3e | Spectateurs : 14 521 Arbitrage : Lim Eun-joo | Spectateurs : 14 521 Arbitrage : Lim Eun-joo |
| 6 octobre 1999 19:00 | Rapport                      |     |                                                               | Spectateurs : 14 521 Arbitrage : Lim Eun-joo | Spectateurs : 14 521 Arbitrage : Lim Eun-joo |

#### Année 2000
| K League 2000     | Anyang LG Cheetahs FC                  | 2–1 | Suwon Samsung Bluewings FC | Anyang Stadium                                 |                                                |
| 21 mai 2000 15:00 | Choi Yong-soo 37e · Jung Kwang-min 53e |     | Lee Kyung-woo 24e          | Spectateurs : 21 826 Arbitrage : Park Jong-kyu | Spectateurs : 21 826 Arbitrage : Park Jong-kyu |
| 21 mai 2000 15:00 | Rapport                                |     |                            | Spectateurs : 21 826 Arbitrage : Park Jong-kyu | Spectateurs : 21 826 Arbitrage : Park Jong-kyu |

| K League 2000      | Suwon Samsung Bluewings FC | 0–1 | Anyang LG Cheetahs FC | Suwon Stadium                                 |                                               |
| 25 juin 2000 19:00 |                            |     | Jung Kwang-min 19e    | Spectateurs : 20 614 Arbitrage : Kim Hoi-sung | Spectateurs : 20 614 Arbitrage : Kim Hoi-sung |
| 25 juin 2000 19:00 | Rapport                    |     |                       | Spectateurs : 20 614 Arbitrage : Kim Hoi-sung | Spectateurs : 20 614 Arbitrage : Kim Hoi-sung |

| K League 2000           | Anyang LG Cheetahs FC              | 3–2 | Suwon Samsung Bluewings FC      | Anyang Stadium                                 |                                                |
| 30 septembre 2000 19:00 | Choi Yong-soo 30e 43e · Koubek 81e |     | Ryu Woong-ryeol 20e · Denis 54e | Spectateurs : 6 012 Arbitrage : Kwon Jong-chul | Spectateurs : 6 012 Arbitrage : Kwon Jong-chul |
| 30 septembre 2000 19:00 | Rapport                            |     |                                 | Spectateurs : 6 012 Arbitrage : Kwon Jong-chul | Spectateurs : 6 012 Arbitrage : Kwon Jong-chul |

| K League 2001      | Anyang LG Cheetahs FC | 1–0 | Suwon Samsung Bluewings FC | Anyang Stadium                                |                                               |
| 17 juin 2001 15:00 | Koubek 25e            |     |                            | Spectateurs : 21 232 Arbitrage : Kim Hoi-sung | Spectateurs : 21 232 Arbitrage : Kim Hoi-sung |
| 17 juin 2001 15:00 | Rapport               |     |                            | Spectateurs : 21 232 Arbitrage : Kim Hoi-sung | Spectateurs : 21 232 Arbitrage : Kim Hoi-sung |

| K League 2001         | Anyang LG Cheetahs FC | 1–0 | Suwon Samsung Bluewings FC | Mokdong Stadium                                |                                                |
| 25 juillet 2001 19:00 | Ricardo 37e           |     |                            | Spectateurs : 11 073 Arbitrage : Han Byung-hwa | Spectateurs : 11 073 Arbitrage : Han Byung-hwa |
| 25 juillet 2001 19:00 | Rapport               |     |                            | Spectateurs : 11 073 Arbitrage : Han Byung-hwa | Spectateurs : 11 073 Arbitrage : Han Byung-hwa |

| K League 2001         | Suwon Samsung Bluewings FC | 0–1 | Anyang LG Cheetahs FC | Suwon World Cup Stadium                       |                                               |
| 17 octobre 2001 19:00 |                            |     | Ricardo 16e           | Spectateurs : 15 124 Arbitrage : Kim Hoi-sung | Spectateurs : 15 124 Arbitrage : Kim Hoi-sung |
| 17 octobre 2001 19:00 | Rapport                    |     |                       | Spectateurs : 15 124 Arbitrage : Kim Hoi-sung | Spectateurs : 15 124 Arbitrage : Kim Hoi-sung |

| K League 2002         | Anyang LG Cheetahs FC                             | 3–0 | Suwon Samsung Bluewings FC | Anyang Stadium                                 |                                                |
| 14 juillet 2002 19:00 | Park Yun-hwa 3e · André 60e · Marcos Denner 90+3e |     |                            | Spectateurs : 21 294 Arbitrage : Lee Sang-yong | Spectateurs : 21 294 Arbitrage : Lee Sang-yong |
| 14 juillet 2002 19:00 | Rapport                                           |     |                            | Spectateurs : 21 294 Arbitrage : Lee Sang-yong | Spectateurs : 21 294 Arbitrage : Lee Sang-yong |

| K League 2002      | Suwon Samsung Bluewings FC | 1–2 | Anyang LG Cheetahs FC        | Suwon World Cup Stadium                         |                                                 |
| 18 août 2002 19:00 | Park Kun-ha 61e            |     | André 28e · Jin Soon-jin 85e | Spectateurs : 38 245 Arbitrage : Kwon Jong-chul | Spectateurs : 38 245 Arbitrage : Kwon Jong-chul |
| 18 août 2002 19:00 | Rapport                    |     |                              | Spectateurs : 38 245 Arbitrage : Kwon Jong-chul | Spectateurs : 38 245 Arbitrage : Kwon Jong-chul |

| K League 2002          | Suwon Samsung Bluewings FC                 | 4–1 | Anyang LG Cheetahs FC | Suwon World Cup Stadium                       |                                               |
| 13 novembre 2002 19:30 | Gabi 20, 61 · Denis 56e · Seo Jung-won 82e |     | Kim Seong-jae 36e     | Spectateurs : 8 356 Arbitrage : Lee Sang-yong | Spectateurs : 8 356 Arbitrage : Lee Sang-yong |
| 13 novembre 2002 19:30 | Rapport                                    |     |                       | Spectateurs : 8 356 Arbitrage : Lee Sang-yong | Spectateurs : 8 356 Arbitrage : Lee Sang-yong |

| K League 2003    | Suwon Samsung Bluewings FC               | 3–1 | Anyang LG Cheetahs FC | Suwon World Cup Stadium                        |                                                |
| 7 mai 2003 15:00 | Seo Jung-won 24e · Tuta 86e · Gabi 90+1e |     | Kim Dong-jin 27e      | Spectateurs : 18 930 Arbitrage : Lee Sang-yong | Spectateurs : 18 930 Arbitrage : Lee Sang-yong |
| 7 mai 2003 15:00 | Rapport                                  |     |                       | Spectateurs : 18 930 Arbitrage : Lee Sang-yong | Spectateurs : 18 930 Arbitrage : Lee Sang-yong |

| K League 2003      | Anyang LG Cheetahs FC          | 2–2 | Suwon Samsung Bluewings FC           | Anyang Stadium                                               |                                                              |
| 22 juin 2003 19:00 | Jung Jo-gook 54e · Ricardo 59e |     | Jung Yong-hoon 24e · Kim Do-heon 29e | Spectateurs : 17 521 Arbitrage : Peter Gagelmann (Allemagne) | Spectateurs : 17 521 Arbitrage : Peter Gagelmann (Allemagne) |
| 22 juin 2003 19:00 | Rapport                        |     |                                      | Spectateurs : 17 521 Arbitrage : Peter Gagelmann (Allemagne) | Spectateurs : 17 521 Arbitrage : Peter Gagelmann (Allemagne) |

| K League 2003           | Suwon Samsung Bluewings FC | 2–0 | Anyang LG Cheetahs FC | Suwon World Cup Stadium                         |                                                 |
| 14 septembre 2003 15:00 | Nádson 35e · Eninho 87e    |     |                       | Spectateurs : 21 360 Arbitrage : Kwon Jong-Chul | Spectateurs : 21 360 Arbitrage : Kwon Jong-Chul |
| 14 septembre 2003 15:00 | Rapport                    |     |                       | Spectateurs : 21 360 Arbitrage : Kwon Jong-Chul | Spectateurs : 21 360 Arbitrage : Kwon Jong-Chul |

| K League 2003        | Anyang LG Cheetahs FC | 1–2 | Suwon Samsung Bluewings FC | Anyang Stadium                                          |                                                         |
| 8 octobre 2003 19:30 | Park Yo-seb 39e       |     | Nádson 86e 88e             | Spectateurs : 7 375 Arbitrage : Felix Brych (Allemagne) | Spectateurs : 7 375 Arbitrage : Felix Brych (Allemagne) |
| 8 octobre 2003 19:30 | Rapport               |     |                            | Spectateurs : 7 375 Arbitrage : Felix Brych (Allemagne) | Spectateurs : 7 375 Arbitrage : Felix Brych (Allemagne) |

| K League 2004     | Football Club Séoul | 1–0 | Suwon Samsung Bluewings FC | Seoul World Cup Stadium                     |                                             |
| 23 mai 2004 15:00 | Ricardo 15e         |     |                            | Spectateurs : 30 751 Arbitrage : Lee Sam-ho | Spectateurs : 30 751 Arbitrage : Lee Sam-ho |
| 23 mai 2004 15:00 | Rapport             |     |                            | Spectateurs : 30 751 Arbitrage : Lee Sam-ho | Spectateurs : 30 751 Arbitrage : Lee Sam-ho |

| K League 2004        | Suwon Samsung Bluewings FC | 1–0 | Football Club Séoul | Suwon World Cup Stadium                                   |                                                           |
| 3 octobre 2004 17:00 | Kim Do-heon 82e            |     |                     | Spectateurs : 19 836 Arbitrage : Knut Kircher (Allemagne) | Spectateurs : 19 836 Arbitrage : Knut Kircher (Allemagne) |
| 3 octobre 2004 17:00 | Rapport                    |     |                     | Spectateurs : 19 836 Arbitrage : Knut Kircher (Allemagne) | Spectateurs : 19 836 Arbitrage : Knut Kircher (Allemagne) |

| K League 2005      | Football Club Séoul | 1–1 | Suwon Samsung Bluewings FC | Seoul World Cup Stadium                        |                                                |
| 12 juin 2005 19:00 | Choi Jae-soo 12e    |     | Kim Dae-eui 88e            | Spectateurs : 19 385 Arbitrage : Lee Jong-gook | Spectateurs : 19 385 Arbitrage : Lee Jong-gook |
| 12 juin 2005 19:00 | Rapport             |     |                            | Spectateurs : 19 385 Arbitrage : Lee Jong-gook | Spectateurs : 19 385 Arbitrage : Lee Jong-gook |

| K League 2005         | Suwon Samsung Bluewings FC | 0–3 | Football Club Séoul                                     | Suwon World Cup Stadium                         |                                                 |
| 23 octobre 2005 15:00 |                            |     | Park Chu-young 20e · Jung Jo-gook 51e · Han Tae-you 69e | Spectateurs : 33 479 Arbitrage : Kwon Jong-chul | Spectateurs : 33 479 Arbitrage : Kwon Jong-chul |
| 23 octobre 2005 15:00 | Rapport                    |     |                                                         | Spectateurs : 33 479 Arbitrage : Kwon Jong-chul | Spectateurs : 33 479 Arbitrage : Kwon Jong-chul |

| K League 2006      | Suwon Samsung Bluewings FC | 1–1 | Football Club Séoul       | Suwon World Cup Stadium                         |                                                 |
| 12 mars 2006 14:00 | Itamar 64e (pen.)          |     | Park Chu-young 78e (pen.) | Spectateurs : 33 819 Arbitrage : Lee Young-chul | Spectateurs : 33 819 Arbitrage : Lee Young-chul |
| 12 mars 2006 14:00 | Rapport                    |     |                           | Spectateurs : 33 819 Arbitrage : Lee Young-chul | Spectateurs : 33 819 Arbitrage : Lee Young-chul |

| K League 2006      | Football Club Séoul                 | 1–1 | Suwon Samsung Bluewings FC | Seoul World Cup Stadium                     |                                             |
| 23 août 2006 20:00 | Eduardo Francisco de Silva Neto 18e |     | Lee Kwan-woo 63e           | Spectateurs : 41 237 Arbitrage : Ko Kum-bok | Spectateurs : 41 237 Arbitrage : Ko Kum-bok |
| 23 août 2006 20:00 | Rapport                             |     |                            | Spectateurs : 41 237 Arbitrage : Ko Kum-bok | Spectateurs : 41 237 Arbitrage : Ko Kum-bok |

| K League 2007      | Football Club Séoul | 0–1 | Suwon Samsung Bluewings FC | Seoul World Cup Stadium                        |                                                |
| 8 avril 2007 15:00 |                     |     | Ha Tae-goon 17e            | Spectateurs : 55 397 Arbitrage : Lee Sang-yong | Spectateurs : 55 397 Arbitrage : Lee Sang-yong |
| 8 avril 2007 15:00 | Rapport             |     |                            | Spectateurs : 55 397 Arbitrage : Lee Sang-yong | Spectateurs : 55 397 Arbitrage : Lee Sang-yong |

| K League 2007      | Suwon Samsung Bluewings FC         | 2–1 | Football Club Séoul | Suwon World Cup Stadium                        |                                                |
| 19 août 2007 19:00 | Lee Kwan-woo 45e · Kim Dae-eui 50e |     | Kim Dong-suk 57e    | Spectateurs : 41 819 Arbitrage : Choi Kwang-bo | Spectateurs : 41 819 Arbitrage : Choi Kwang-bo |
| 19 août 2007 19:00 | Rapport                            |     |                     | Spectateurs : 41 819 Arbitrage : Choi Kwang-bo | Spectateurs : 41 819 Arbitrage : Choi Kwang-bo |

| K League 2008       | Football Club Séoul | 0–2 | Suwon Samsung Bluewings FC | Seoul World Cup Stadium                        |                                                |
| 13 avril 2008 15:00 |                     |     | Shin Young-rok 51e 62e     | Spectateurs : 44 239 Arbitrage : Choi Kwang-bo | Spectateurs : 44 239 Arbitrage : Choi Kwang-bo |
| 13 avril 2008 15:00 | Rapport             |     |                            | Spectateurs : 44 239 Arbitrage : Choi Kwang-bo | Spectateurs : 44 239 Arbitrage : Choi Kwang-bo |

| K League 2008         | Suwon Samsung Bluewings FC | 0–1 | Football Club Séoul | Suwon World Cup Stadium                     |                                             |
| 29 octobre 2008 19:30 |                            |     | Ki Sung-yueng 90+2e | Spectateurs : 26 713 Arbitrage : Ko Kum-bok | Spectateurs : 26 713 Arbitrage : Ko Kum-bok |
| 29 octobre 2008 19:30 | Rapport                    |     |                     | Spectateurs : 26 713 Arbitrage : Ko Kum-bok | Spectateurs : 26 713 Arbitrage : Ko Kum-bok |

| K League 2008 Finale aller | Football Club Séoul | 1–1 | Suwon Samsung Bluewings FC | Seoul World Cup Stadium                                      |                                                              |
| 3 décembre 2008 20:00      | Adi 21e             |     | Kwak Hee-ju 79e            | Spectateurs : 39 011 Arbitrage : Peter Gagelmann (Allemagne) | Spectateurs : 39 011 Arbitrage : Peter Gagelmann (Allemagne) |
| 3 décembre 2008 20:00      | Rapport             |     |                            | Spectateurs : 39 011 Arbitrage : Peter Gagelmann (Allemagne) | Spectateurs : 39 011 Arbitrage : Peter Gagelmann (Allemagne) |

| K League 2008 Finale retour | Suwon Samsung Bluewings FC   | 2–1 | Football Club Séoul     | Suwon World Cup Stadium                                  |                                                          |
| 7 décembre 2008 14:00       | Edu 11e · Song Chong-gug 36e |     | Jung Jo-gook 25e (pen.) | Spectateurs : 41 044 Arbitrage : Felix Brych (Allemagne) | Spectateurs : 41 044 Arbitrage : Felix Brych (Allemagne) |
| 7 décembre 2008 14:00       | Rapport                      |     |                         | Spectateurs : 41 044 Arbitrage : Felix Brych (Allemagne) | Spectateurs : 41 044 Arbitrage : Felix Brych (Allemagne) |

| K League 2009      | Football Club Séoul | 1–0 | Suwon Samsung Bluewings FC | Seoul World Cup Stadium                        |                                                |
| 4 avril 2009 17:00 | Lee Chung-yong 68e  |     |                            | Spectateurs : 32 075 Arbitrage : Choi Kwang-bo | Spectateurs : 32 075 Arbitrage : Choi Kwang-bo |
| 4 avril 2009 17:00 | Rapport             |     |                            | Spectateurs : 32 075 Arbitrage : Choi Kwang-bo | Spectateurs : 32 075 Arbitrage : Choi Kwang-bo |

| K League 2009     | Suwon Samsung Bluewings FC  | 2–0 | Football Club Séoul | Suwon World Cup Stadium                        |                                                |
| 1 août 2009 19:30 | An Yong-hak 51e · Tiago 85e |     |                     | Spectateurs : 35 058 Arbitrage : Choi Kwang-bo | Spectateurs : 35 058 Arbitrage : Choi Kwang-bo |
| 1 août 2009 19:30 | Rapport                     |     |                     | Spectateurs : 35 058 Arbitrage : Choi Kwang-bo | Spectateurs : 35 058 Arbitrage : Choi Kwang-bo |

#### Année 2010
| K League 2010      | Football Club Séoul                               | 3–1 | Suwon Samsung Bluewings FC | Seoul World Cup Stadium                        |                                                |
| 4 avril 2010 15:00 | Esteves 24e · Jung Jo-gook 27e · Choi Hyo-jin 32e |     | Kang Min-soo 47e           | Spectateurs : 48 558 Arbitrage : Choi Kwang-bo | Spectateurs : 48 558 Arbitrage : Choi Kwang-bo |
| 4 avril 2010 15:00 | Rapport                                           |     |                            | Spectateurs : 48 558 Arbitrage : Choi Kwang-bo | Spectateurs : 48 558 Arbitrage : Choi Kwang-bo |

| K League 2010      | Suwon Samsung Bluewings FC                                | 4–2 | Football Club Séoul                   | Suwon World Cup Stadium                        |                                                |
| 28 août 2010 19:30 | Kim Jin-kyu 3e (csc) · Lee Sang-ho 26e · Takahara 84e 90e |     | Hyun Young-min 52e (pen.) · Dejan 56e | Spectateurs : 42 377 Arbitrage : Choi Kwang-bo | Spectateurs : 42 377 Arbitrage : Choi Kwang-bo |
| 28 août 2010 19:30 | Rapport                                                   |     |                                       | Spectateurs : 42 377 Arbitrage : Choi Kwang-bo | Spectateurs : 42 377 Arbitrage : Choi Kwang-bo |

| K League 2011     | Football Club Séoul | 0–2 | Suwon Samsung Bluewings FC     | Seoul World Cup Stadium                          |                                                  |
| 6 mars 2011 14:00 |                     |     | Geynrikh 40e · Oh Jang-Eun 60e | Spectateurs : 51 606 Arbitrage : Choi Myung-yong | Spectateurs : 51 606 Arbitrage : Choi Myung-yong |
| 6 mars 2011 14:00 | Rapport             |     |                                | Spectateurs : 51 606 Arbitrage : Choi Myung-yong | Spectateurs : 51 606 Arbitrage : Choi Myung-yong |

| K League 2011        | Suwon Samsung Bluewings FC | 1–0 | Football Club Séoul | Suwon World Cup Stadium                        |                                                |
| 3 octobre 2011 15:30 | Stevo 78e                  |     |                     | Spectateurs : 44 537 Arbitrage : Choi Kwang-bo | Spectateurs : 44 537 Arbitrage : Choi Kwang-bo |
| 3 octobre 2011 15:30 | Rapport                    |     |                     | Spectateurs : 44 537 Arbitrage : Choi Kwang-bo | Spectateurs : 44 537 Arbitrage : Choi Kwang-bo |

| K League 2012      | Suwon Samsung Bluewings FC     | 2–0 | Football Club Séoul | Suwon World Cup Stadium                      |                                              |
| 1 avril 2012 15:00 | Park Hyun-beom 24e · Stevo 34e |     |                     | Spectateurs : 45 192 Arbitrage : Lee Min-hoo | Spectateurs : 45 192 Arbitrage : Lee Min-hoo |
| 1 avril 2012 15:00 | Rapport                        |     |                     | Spectateurs : 45 192 Arbitrage : Lee Min-hoo | Spectateurs : 45 192 Arbitrage : Lee Min-hoo |

| K League 2012      | Football Club Séoul | 0–2 | Suwon Samsung Bluewings FC | Seoul World Cup Stadium                      |                                              |
| 18 août 2012 19:00 |                     |     | Radončić 7e (pen.) 81e     | Spectateurs : 50 787 Arbitrage : Kim Sung-ho | Spectateurs : 50 787 Arbitrage : Kim Sung-ho |
| 18 août 2012 19:00 | Rapport             |     |                            | Spectateurs : 50 787 Arbitrage : Kim Sung-ho | Spectateurs : 50 787 Arbitrage : Kim Sung-ho |

| K League 2012 (poule pour le titre) | Suwon Samsung Bluewings FC | 1-0 | Football Club Séoul | Suwon World Cup Stadium                          |                                                  |
| 3 octobre 2012 15:00                | Oh Jang-eun 50e            |     |                     | Spectateurs : 43 352 Arbitrage : Choi Myung-yong | Spectateurs : 43 352 Arbitrage : Choi Myung-yong |
| 3 octobre 2012 15:00                | Rapport                    |     |                     | Spectateurs : 43 352 Arbitrage : Choi Myung-yong | Spectateurs : 43 352 Arbitrage : Choi Myung-yong |

| K League 2012 (poule pour le titre) | Football Club Séoul | 1-1 | Suwon Samsung Bluewings FC | Seoul World Cup Stadium                       |                                               |
| 4 novembre 2012 14:00               | Lee Sang-ho 23e     |     | Jung Jo-gook 40e           | Spectateurs : 40 510 Arbitrage : Ryu Hee-seon | Spectateurs : 40 510 Arbitrage : Ryu Hee-seon |
| 4 novembre 2012 14:00               | Rapport             |     |                            | Spectateurs : 40 510 Arbitrage : Ryu Hee-seon | Spectateurs : 40 510 Arbitrage : Ryu Hee-seon |

| K League Classic 2013 | Suwon Samsung Bluewings FC | 1–1 | Football Club Séoul | Suwon World Cup Stadium                          |                                                  |
| 14 avril 2013 14:00   | Radončić 87e               |     | Dejan 19e           | Spectateurs : 37 897 Arbitrage : Choi Myung-yong | Spectateurs : 37 897 Arbitrage : Choi Myung-yong |
| 14 avril 2013 14:00   | Rapport                    |     |                     | Spectateurs : 37 897 Arbitrage : Choi Myung-yong | Spectateurs : 37 897 Arbitrage : Choi Myung-yong |

| K League Classic 2013 | Football Club Séoul       | 2–1 | Suwon Samsung Bluewings FC | Seoul World Cup Stadium                     |                                             |
| 3 août 2013 19:00     | Adi 29e · Kim Jin-kyu 53e |     | Cho Ji-hun 79e             | Spectateurs : 43 681 Arbitrage : Yoo Sun-ho | Spectateurs : 43 681 Arbitrage : Yoo Sun-ho |
| 3 août 2013 19:00     | Rapport                   |     |                            | Spectateurs : 43 681 Arbitrage : Yoo Sun-ho | Spectateurs : 43 681 Arbitrage : Yoo Sun-ho |

| K League Classic 2013 (phase finale) | Suwon Samsung Bluewings FC   | 2–0 | Football Club Séoul | Suwon World Cup Stadium                      |                                              |
| 9 octobre 2013 13:00                 | Santos 58e · Jong Tae-se 82e |     |                     | Spectateurs : 36 476 Arbitrage : Woo Sang-il | Spectateurs : 36 476 Arbitrage : Woo Sang-il |
| 9 octobre 2013 13:00                 | Rapport                      |     |                     | Spectateurs : 36 476 Arbitrage : Woo Sang-il | Spectateurs : 36 476 Arbitrage : Woo Sang-il |

| K League Classic 2013 (phase finale) | Football Club Séoul | 2–1 | Suwon Samsung Bluewings FC | Seoul World Cup Stadium                          |                                                  |
| 2 novembre 2013 14:00                | Dejan 34e 75e       |     | Jong Tae-se 5e             | Spectateurs : 25 761 Arbitrage : Choi Myung-yong | Spectateurs : 25 761 Arbitrage : Choi Myung-yong |
| 2 novembre 2013 14:00                | Rapport             |     |                            | Spectateurs : 25 761 Arbitrage : Choi Myung-yong | Spectateurs : 25 761 Arbitrage : Choi Myung-yong |

| K League Classic 2014 | Suwon Samsung Bluewings FC | 0–1 | Football Club Séoul | Stade de la Coupe du monde de Suwon           |                                               |
| 27 avril 2014 14:15   |                            |     | Escudero 77e        | Spectateurs : 29 318 Arbitrage : Kim Sang-woo | Spectateurs : 29 318 Arbitrage : Kim Sang-woo |
| 27 avril 2014 14:15   | Rapport                    |     |                     | Spectateurs : 29 318 Arbitrage : Kim Sang-woo | Spectateurs : 29 318 Arbitrage : Kim Sang-woo |

| K League Classic 2014 | Football Club Séoul                | 2–0 | Suwon Samsung Bluewings FC | Stade de la Coupe du monde de Séoul              |                                                  |
| 13 juillet 2014 19:00 | Kim Jin-kyu 43e · Yun Ju-tae 90+4e |     |                            | Spectateurs : 46 549 Arbitrage : Choi Myung-Yong | Spectateurs : 46 549 Arbitrage : Choi Myung-Yong |
| 13 juillet 2014 19:00 | Rapport                            |     |                            | Spectateurs : 46 549 Arbitrage : Choi Myung-Yong | Spectateurs : 46 549 Arbitrage : Choi Myung-Yong |

| K League Classic 2014 | Football Club Séoul | 0-1 | Suwon Samsung Bluewings FC | Stade de la Coupe du monde de Séoul              |                                                  |
| 5 octobre 2014 14:00  |                     |     | Roger 54e                  | Spectateurs : 41 297 Arbitrage : Choi Myung-Yong | Spectateurs : 41 297 Arbitrage : Choi Myung-Yong |
| 5 octobre 2014 14:00  | Rapport             |     |                            | Spectateurs : 41 297 Arbitrage : Choi Myung-Yong | Spectateurs : 41 297 Arbitrage : Choi Myung-Yong |

| K League Classic 2014 (phase finale) | Suwon Samsung Bluewings FC | 0–1 | Football Club Séoul | Stade de la Coupe du monde de Suwon           |                                               |
| 9 novembre 2014 14:00                |                            |     | Go Yo-han 90+3e     | Spectateurs : 34 029 Arbitrage : Kim Sang-woo | Spectateurs : 34 029 Arbitrage : Kim Sang-woo |
| 9 novembre 2014 14:00                | Rapport                    |     |                     | Spectateurs : 34 029 Arbitrage : Kim Sang-woo | Spectateurs : 34 029 Arbitrage : Kim Sang-woo |

| K League Classic 2015 | Suwon Samsung Bluewings FC                                  | 5-1 | Football Club Séoul | Stade de la Coupe du monde de Suwon |                      |
| 18 avril 2015 15h00   | Lee Sang-ho 22e 52e · Yeom Ki-hun 48e · Jong Tae-se 67e 89e |     | Molina 43e          | Spectateurs : 26 250                | Spectateurs : 26 250 |

| K League Classic 2015 | Football Club Séoul | 0-0 | Suwon Samsung Bluewings FC | Stade de la Coupe du monde de Séoul |                      |
| 27 juin 2015 17h00    |                     |     |                            | Spectateurs : 39 328                | Spectateurs : 39 328 |

| K League Classic 2015   | Suwon Samsung Bluewings FC | 0-3 | Football Club Séoul                    | Stade de la Coupe du monde de Suwon |                      |
| 19 septembre 2015 15h05 |                            |     | Adriano 20e (pen.) 40e · Cha Du-ri 42e | Spectateurs : 29 046                | Spectateurs : 29 046 |

| K League Classic 2015 (phase finale) | Football Club Séoul           | 4-3 | Suwon Samsung Bluewings FC                         | Stade de la Coupe du monde de Séoul |                      |
| 7 novembre 2015 15h00                | Yoon Ju-tae 28e 45+1e 55e 62e |     | Santos 56e · Kwon Chang-hoon 64e · Shin Se-gye 90e | Spectateurs : 23 308                | Spectateurs : 23 308 |

| K League Classic 2016 | Suwon Samsung Bluewings FC | 1-1 | Football Club Séoul | Stade de la Coupe du monde de Suwon |                      |
| 30 avril 2016 15h00   | Santos 6e                  |     | Adriano 57e         | Spectateurs : 28 019                | Spectateurs : 28 019 |

| K League Classic 2016 | Football Club Séoul | 1-1 | Suwon Samsung Bluewings FC | Stade de la Coupe du monde de Séoul |                      |
| 18 juin 2016 19h00    | Adriano 74e (pen.)  |     | Kwak Hee-joo 81e           | Spectateurs : 47 899                | Spectateurs : 47 899 |

| K League Classic 2016 | Football Club Séoul | 1-0 | Suwon Samsung Bluewings FC | Stade de la Coupe du monde de Séoul |                      |
| 13 août 2016          | Yun Il-lok 26e      |     |                            | Spectateurs : 36 309                | Spectateurs : 36 309 |

| K League Classic 2017 | Football Club Séoul | 1-1 | Suwon Samsung Bluewings FC | Stade de la Coupe du monde de Séoul |                      |
| 5 mars 2017 15h00     | Lee Sang-ho 62e     |     | Kim Min-woo 9e             | Spectateurs : 34 376                | Spectateurs : 34 376 |

| K League Classic 2017 | Suwon Samsung Bluewings FC | 1-2 | Football Club Séoul              | Stade de la Coupe du monde de Suwon |                      |
| 18 juin 2017 18h00    | Jonathan 34e               |     | Ha Dae-sung 32e · Yun Il-lok 66e | Spectateurs : 20 140                | Spectateurs : 20 140 |

| K League Classic 2017 | Suwon Samsung Bluewings FC | 0-1 | Football Club Séoul       | Stade de la Coupe du monde de Suwon |                      |
| 12 août 2017 19h00    |                            |     | Kwak Gwang-seon 61e (csc) | Spectateurs : 26 581                | Spectateurs : 26 581 |

| K League Classic 2017 (phase finale) | Football Club Séoul             | 2-2 | Suwon Samsung Bluewings FC               | Stade de la Coupe du monde de Séoul |                      |
| 21 octobre 2017 15h00                | Damjanović 56e · Yun Il-lok 74e |     | Lee Yong-rae 50e · Jonathan 90+4e (pen.) | Spectateurs : 27 257                | Spectateurs : 27 257 |

| 2018 K League 1    | Suwon Samsung Bluewings FC | 0-0 | Football Club Séoul | Stade de la Coupe du monde de Suwon |                      |
| 8 avril 2018 14h00 |                            |     |                     | Spectateurs : 13 122                | Spectateurs : 13 122 |

| 2018 K League 1  | Football Club Séoul | 2-1 | Suwon Samsung Bluewings FC | Stade de la Coupe du monde de Séoul |                      |
| 5 mai 2018 16h00 | Anderson 2e 29e     |     | Yeom Ki-hun 86e (pen.)     | Spectateurs : 26 617                | Spectateurs : 26 617 |

| 2018 K League 1    | Suwon Samsung Bluewings FC | 1-2 | Football Club Séoul           | Stade de la Coupe du monde de Suwon |                      |
| 15 août 2018 19h00 | Damjanović 4e              |     | Go Yo-han 2e · Anderson 90+1e | Spectateurs : 13 853                | Spectateurs : 13 853 |

| 2019 K League 1  | Suwon Samsung Bluewings FC | 1-1 | Football Club Séoul | Stade de la Coupe du monde de Suwon |
| 5 mai 2019 16h00 |                            |     |                     |                                     |

| 2019 K League 1    | Football Club Séoul | 4-2 | Suwon Samsung Bluewings FC | Stade de la Coupe du monde de Séoul |
| 16 juin 2019 19h00 |                     |     |                            |                                     |

| 2019 K League 1      | Suwon Samsung Bluewings FC | 1-2 | Football Club Séoul | Stade de la Coupe du monde de Suwon |
| 6 octobre 2019 14h00 |                            |     |                     |                                     |

#### Année 2020
| 2020 K League 1      | Suwon Samsung Bluewings FC                  | 3-3 | Football Club Séoul                                       | Stade de la Coupe du monde de Suwon   |                                       |
| 4 juillet 2020 20h00 | Taggart 12e (pen.) 42e · Kim Geon-hee 45+2e |     | Park Chu-young 28e · Cho Young-uk 57e · Koh Gwang-min 61e | Spectateurs : 0(Le match à huis clos) | Spectateurs : 0(Le match à huis clos) |

| 2020 K League 1         | Football Club Séoul | - | Suwon Samsung Bluewings FC | Stade de la Coupe du monde de Séoul |
| 12 septembre 2020 19h00 |                     |   |                            |                                     |

### Matchs de Coupe de la ligue
| Coupe de la Ligue sud-coréenne | Suwon Samsung Bluewings FC           | 2–2 | Anyang LG Cheetahs                | Suwon Stadium                                  |                                                |
| 10 avril 1996 19:00            | Cho Hyun-doo 72e · Park Kun-ha 90+2e |     | Jassim 57e (pen.) · Skachenko 67e | Spectateurs : 14 200 Arbitrage : Kim Young-joo | Spectateurs : 14 200 Arbitrage : Kim Young-joo |
| 10 avril 1996 19:00            | Rapport                              |     |                                   | Spectateurs : 14 200 Arbitrage : Kim Young-joo | Spectateurs : 14 200 Arbitrage : Kim Young-joo |

| Coupe de la Ligue sud-coréenne | Anyang LG Cheetahs                                        | 4–4 | Suwon Samsung Bluewings FC                       | Anyang Stadium                                 |                                                |
| 2 avril 1997 16:00             | Seo Jung-won 36e (pen.) 42e · Mutamba 74e · Skachenko 79e |     | Oli 21e · Lee Kee-keun 52e · Park Kun-ha 65e 67e | Spectateurs : 4 327 Arbitrage : Wang Jong-gook | Spectateurs : 4 327 Arbitrage : Wang Jong-gook |
| 2 avril 1997 16:00             | Rapport                                                   |     |                                                  | Spectateurs : 4 327 Arbitrage : Wang Jong-gook | Spectateurs : 4 327 Arbitrage : Wang Jong-gook |

| Coupe de la Ligue sud-coréenne Groupe A | Suwon Samsung Bluewings FC | 1–0 | Anyang LG Cheetahs | Suwon Stadium                                  |                                                |
| 31 mars 1998 19:00                      | Lee Jin-haeng 50e          |     |                    | Spectateurs : 5 881 Arbitrage : Wang Jong-gook | Spectateurs : 5 881 Arbitrage : Wang Jong-gook |
| 31 mars 1998 19:00                      | Rapport                    |     |                    | Spectateurs : 5 881 Arbitrage : Wang Jong-gook | Spectateurs : 5 881 Arbitrage : Wang Jong-gook |

| Coupe de la Ligue sud-coréenne Groupe A | Anyang LG Cheetahs | 1–0 a. p. | Suwon Samsung Bluewings FC | Gumi Civic Stadium                            |                                               |
| 4 avril 1998 15:00                      | Victor 91e         |           |                            | Spectateurs : 23 725 Arbitrage : Lee Jae-sung | Spectateurs : 23 725 Arbitrage : Lee Jae-sung |
| 4 avril 1998 15:00                      | Rapport            |           |                            | Spectateurs : 23 725 Arbitrage : Lee Jae-sung | Spectateurs : 23 725 Arbitrage : Lee Jae-sung |

| Coupe de la Ligue sud-coréenne | Anyang LG Cheetahs                                                                         | 1–1 a. p.       | Suwon Samsung Bluewings FC                                                          | Anyang Stadium                                |                                               |
| 26 mai 1998 19:00              | Je Yong-sam 72e                                                                            |                 | Yoon Sung-hyo 82e                                                                   | Spectateurs : 5 004 Arbitrage : Lee Sang-yong | Spectateurs : 5 004 Arbitrage : Lee Sang-yong |
| 26 mai 1998 19:00              | Rapport                                                                                    |                 |                                                                                     | Spectateurs : 5 004 Arbitrage : Lee Sang-yong | Spectateurs : 5 004 Arbitrage : Lee Sang-yong |
| 26 mai 1998 19:00              | Jung Kwang-min · Kim Gwi-hwa · Kim Hak-cheol · Oh Myung-kwan · Kim Dae-sung · Kim Bong-soo | Tirs au but 2–3 | Badea · Shin Hong-gi · Yoon Sung-hyo · Kim Jin-woo · Kim Young-sun · Jung Yong-hoon | Spectateurs : 5 004 Arbitrage : Lee Sang-yong | Spectateurs : 5 004 Arbitrage : Lee Sang-yong |

| Coupe de la Ligue sud-coréenne | Suwon Samsung Bluewings FC                            | 4–2 | Anyang LG Cheetahs     | Dongdaemun Stadium                             |                                                |
| 11 août 1999 19:00             | Saša 27e 90+2e · Shin Hong-gi 45+3e · Ko Jong-soo 49e |     | Jung Kwang-min 10e 40e | Spectateurs : 24 874 Arbitrage : Han Byung-hwa | Spectateurs : 24 874 Arbitrage : Han Byung-hwa |
| 11 août 1999 19:00             | Rapport                                               |     |                        | Spectateurs : 24 874 Arbitrage : Han Byung-hwa | Spectateurs : 24 874 Arbitrage : Han Byung-hwa |

| Coupe de la Ligue sud-coréenne Groupe A | Anyang LG Cheetahs                                                                                    | 0–0 a. p.       | Suwon Samsung Bluewings FC                                                      | Changwon Stadium                               |                                                |
| 29 mars 2000 19:00                      | |                 |                                                                                 | Spectateurs : 14 705 Arbitrage : Kim Tae-young | Spectateurs : 14 705 Arbitrage : Kim Tae-young |
| 29 mars 2000 19:00                      | Rapport                                                                                               |                 |                                                                                 | Spectateurs : 14 705 Arbitrage : Kim Tae-young | Spectateurs : 14 705 Arbitrage : Kim Tae-young |
| 29 mars 2000 19:00                      | Choi Yong-soo · Dragan · Kim Seong-jae · Park Jung-hwan · Son Hyun-jun · Han Sang-gu · Wang Jung-hyun | Tirs au but 4–5 | Shin Hong-gi · Denis · Luțu · Lee Gi-bum · Kim Jin-woo · Kim Jae-shin · Vitaliy | Spectateurs : 14 705 Arbitrage : Kim Tae-young | Spectateurs : 14 705 Arbitrage : Kim Tae-young |

| Coupe de la Ligue sud-coréenne Groupe A | Suwon Samsung Bluewings FC                                 | 5–4 | Anyang LG Cheetahs                                                    | Suwon Stadium                                 |                                               |
| 9 avril 2000 15:00                      | Lee Kyung-woo 17e 86e · Vitaliy 20e 48e · Yang Jong-hu 28e |     | Jung Kwang-min 16e · Lee Sang-hun 19e · André 26e · Choi Yong-soo 87e | Spectateurs : 8 413 Arbitrage : Lee Sang-kwon | Spectateurs : 8 413 Arbitrage : Lee Sang-kwon |
| 9 avril 2000 15:00                      | Rapport                                                    |     |                                                                       | Spectateurs : 8 413 Arbitrage : Lee Sang-kwon | Spectateurs : 8 413 Arbitrage : Lee Sang-kwon |

| Coupe de la Ligue sud-coréenne Groupe A | Anyang LG Cheetahs | 1–0 | Suwon Samsung Bluewings FC | Anyang Stadium                                  |                                                 |
| 8 avril 2001 15:00                      | Park Yong-ho 37e   |     |                            | Spectateurs : 12 042 Arbitrage : Wang Jong-gook | Spectateurs : 12 042 Arbitrage : Wang Jong-gook |
| 8 avril 2001 15:00                      | Rapport            |     |                            | Spectateurs : 12 042 Arbitrage : Wang Jong-gook | Spectateurs : 12 042 Arbitrage : Wang Jong-gook |

| Coupe de la Ligue sud-coréenne Groupe A | Suwon Samsung Bluewings FC | 1–0 | Anyang LG Cheetahs | Suwon Stadium                                |                                              |
| 2 mai 2001 19:00                        | Ko Jong-soo 19e            |     |                    | Spectateurs : 16 555 Arbitrage : Lim Jong-ho | Spectateurs : 16 555 Arbitrage : Lim Jong-ho |
| 2 mai 2001 19:00                        | Rapport                    |     |                    | Spectateurs : 16 555 Arbitrage : Lim Jong-ho | Spectateurs : 16 555 Arbitrage : Lim Jong-ho |

| Coupe de la Ligue sud-coréenne | FC Séoul | 0–0 | Suwon Samsung Bluewings FC | Seoul World Cup Stadium                        |                                                |
| 8 août 2004 19:00              |          |     |                            | Spectateurs : 14 823 Arbitrage : Lee Sang-yong | Spectateurs : 14 823 Arbitrage : Lee Sang-yong |
| 8 août 2004 19:00              | Rapport  |     |                            | Spectateurs : 14 823 Arbitrage : Lee Sang-yong | Spectateurs : 14 823 Arbitrage : Lee Sang-yong |

| Coupe de la Ligue sud-coréenne | FC Séoul                      | 1–0 | Suwon Samsung Bluewings FC | Seoul World Cup Stadium                        |                                                |
| 13 avril 2005 19:00            | Ricardo Nascimento 58e (pen.) |     |                            | Spectateurs : 30 143 Arbitrage : Choi Kwang-bo | Spectateurs : 30 143 Arbitrage : Choi Kwang-bo |
| 13 avril 2005 19:00            | Rapport                       |     |                            | Spectateurs : 30 143 Arbitrage : Choi Kwang-bo | Spectateurs : 30 143 Arbitrage : Choi Kwang-bo |

| Coupe de la Ligue sud-coréenne | Suwon Samsung Bluewings FC | 1–1 | FC Séoul        | Suwon World Cup Stadium                         |                                                 |
| 26 juillet 2006 19:00          | Olivera 71e                |     | Chun Je-hun 84e | Spectateurs : 22 365 Arbitrage : Lee Young-chul | Spectateurs : 22 365 Arbitrage : Lee Young-chul |
| 26 juillet 2006 19:00          | Rapport                    |     |                 | Spectateurs : 22 365 Arbitrage : Lee Young-chul | Spectateurs : 22 365 Arbitrage : Lee Young-chul |

| Coupe de la Ligue sud-coréenne Groupe B | FC Séoul                                      | 4–1 | Suwon Samsung Bluewings FC | Seoul World Cup Stadium                     |                                             |
| 21 mars 2007 20:00                      | Park Chu-young 13e 51e 52e · Jung Jo-gook 87e |     | Mato 6e                    | Spectateurs : 35 993 Arbitrage : Ko Kum-bok | Spectateurs : 35 993 Arbitrage : Ko Kum-bok |
| 21 mars 2007 20:00                      | Rapport                                       |     |                            | Spectateurs : 35 993 Arbitrage : Ko Kum-bok | Spectateurs : 35 993 Arbitrage : Ko Kum-bok |

| Coupe de la Ligue sud-coréenne Groupe B | Suwon Samsung Bluewings FC                           | 3–1 | FC Séoul         | Suwon World Cup Stadium                        |                                                |
| 2 mai 2007 19:00                        | Kwak Hee-ju 47e · Kim Dae-eui 62e · Baek Ji-hoon 67e |     | Kim Eun-jung 74e | Spectateurs : 28 713 Arbitrage : Choi Kwang-bo | Spectateurs : 28 713 Arbitrage : Choi Kwang-bo |
| 2 mai 2007 19:00                        | Rapport                                              |     |                  | Spectateurs : 28 713 Arbitrage : Choi Kwang-bo | Spectateurs : 28 713 Arbitrage : Choi Kwang-bo |

| Coupe de la Ligue sud-coréenne Groupe A | FC Séoul | 0–2 | Suwon Samsung Bluewings FC              | Seoul World Cup Stadium                      |                                              |
| 2 avril 2008 20:00                      |          |     | Seo Dong-hyeon 77e · Cho Yong-tae 90+3e | Spectateurs : 23 528 Arbitrage : Hong Jin-ho | Spectateurs : 23 528 Arbitrage : Hong Jin-ho |
| 2 avril 2008 20:00                      | Rapport  |     |                                         | Spectateurs : 23 528 Arbitrage : Hong Jin-ho | Spectateurs : 23 528 Arbitrage : Hong Jin-ho |

| Coupe de la Ligue sud-coréenne Groupe A | Suwon Samsung Bluewings FC | 0–1 | FC Séoul              | Suwon World Cup Stadium                          |                                                  |
| 2 juillet 2008 19:30                    |                            |     | Lee Seung-yeoul 45+3e | Spectateurs : 23 724 Arbitrage : Choi Myung-yong | Spectateurs : 23 724 Arbitrage : Choi Myung-yong |
| 2 juillet 2008 19:30                    | Rapport                    |     |                       | Spectateurs : 23 724 Arbitrage : Choi Myung-yong | Spectateurs : 23 724 Arbitrage : Choi Myung-yong |

| Coupe de la Ligue sud-coréenne Demi-finale | FC Séoul                                  | 4–2 a. p. | Suwon Samsung Bluewings FC              | Seoul World Cup Stadium                          |                                                  |
| 28 juillet 2010 20:00                      | Dejan 57e 110e · Lee Seung-yeoul 82e 115e |           | Kim Jin-kyu 62e (csc) · Yeom Ki-hun 72e | Spectateurs : 21 036 Arbitrage : Choi Myung-yong | Spectateurs : 21 036 Arbitrage : Choi Myung-yong |
| 28 juillet 2010 20:00                      | Rapport                                   |           |                                         | Spectateurs : 21 036 Arbitrage : Choi Myung-yong | Spectateurs : 21 036 Arbitrage : Choi Myung-yong |

### Matches de Coupe Coréenne
| Coupe de Corée du Sud Quart de finale | Anyang LG Cheetahs                   | 2 – 2 a. p. | Suwon Samsung Bluewings FC | Gwangju Mudeung Stadium |  |
| 25 novembre 1997                      | Seo Jung-won 1re · Kim Jong-yeon 56e |             | Cho Hyun-doo · Oli         |                         |  |
| 25 novembre 1997                      | Rapport                              |             |                            |                         |  |
| 25 novembre 1997                      | Tirs au but 3–2                      |             |                            |                         |  |

| Coupe de Corée du Sud Quart de finale | FC Séoul                                                                                        | 2–2             | Suwon Samsung Bluewings FC                                                      | Seoul World Cup Stadium |                      |
| 12 août 2006 19:00                    | Park Chu-young 67e · Dudu 77e                                                                   |                 | Silva 52e · Mato 88e                                                            | Spectateurs : 38 533    | Spectateurs : 38 533 |
| 12 août 2006 19:00                    | Rapport                                                                                         |                 |                                                                                 | Spectateurs : 38 533    | Spectateurs : 38 533 |
| 12 août 2006 19:00                    | Kim Eun-jung · Dudu · Lee Ki-hyung · Lee Eul-yong · Park Chu-young · Lee Min-sung · Kim Chi-gon | Tirs au but 5–6 | Mato · Silva · Olivera · Song Chong-gug · Kim Nam-il · Lee Sa-vik · Cho Won-hee | Spectateurs : 38 533    | Spectateurs : 38 533 |

| Coupe de Corée du Sud | FC Séoul                                                                | 0–0             | Suwon Samsung Bluewings FC                         | Seoul World Cup Stadium |                      |
| 1 août 2007 20:00     |                                                                         |                 |                                                    | Spectateurs : 31 459    | Spectateurs : 31 459 |
| 1 août 2007 20:00     | Rapport                                                                 |                 |                                                    | Spectateurs : 31 459    | Spectateurs : 31 459 |
| 1 août 2007 20:00     | Choi Won-Kwon · Dudu · Sim Woo-yeon · Lee Eul-yong · Ricardo Nascimento | Tirs au but 4–2 | Mato · Hong Soon-hak · Kwak Hee-ju · Yang Sang-min | Spectateurs : 31 459    | Spectateurs : 31 459 |

| Coupe de Corée du Sud | FC Séoul | 0–2 | Suwon Samsung Bluewings FC         | Seoul World Cup Stadium                      |                                              |
| 20 juin 2012 19:30    |          |     | Kim Ju-young 40e (csc) · Stevo 53e | Spectateurs : 14 853 Arbitrage : Yoo Seon-Ho | Spectateurs : 14 853 Arbitrage : Yoo Seon-Ho |
| 20 juin 2012 19:30    | Rapport  |     |                                    | Spectateurs : 14 853 Arbitrage : Yoo Seon-Ho | Spectateurs : 14 853 Arbitrage : Yoo Seon-Ho |

| Coupe de Corée du Sud La finale - allez | Suwon Samsung Bluewings FC     | 2-1 | FC Séoul       | Stade de la Coupe du monde de Suwon           |                                               |
| 27 novembre 2016 14:00 UTC+9            | Jonathan 15e · Yeom Ki-hun 58e |     | Ju Se-jong 49e | Spectateurs : 31 034 Arbitrage : Lee Dong-jun | Spectateurs : 31 034 Arbitrage : Lee Dong-jun |
| 27 novembre 2016 14:00 UTC+9            | Rapport                        |     |                | Spectateurs : 31 034 Arbitrage : Lee Dong-jun | Spectateurs : 31 034 Arbitrage : Lee Dong-jun |

| Coupe de Corée du Sud La finale - retour | FC Séoul | 2-1ap            | Suwon Samsung Bluewings FC | Stade de la Coupe du monde de Séoul           |                                               |
| 3 décembre 2016 14:00 UTC+9              | Adriano 75e · Yoon Seung-won 90e |                  | Jonathan 55e | Spectateurs : 35 037 Arbitrage : Kim Seong-ho | Spectateurs : 35 037 Arbitrage : Kim Seong-ho |
| 3 décembre 2016 14:00 UTC+9              | Rapport |                  | | Spectateurs : 35 037 Arbitrage : Kim Seong-ho | Spectateurs : 35 037 Arbitrage : Kim Seong-ho |
| 3 décembre 2016 14:00 UTC+9              | Kwak Tae-hwi · Go Yo-han · Osmar · Ju Se-jong · Adriano · Lee Seok-hyeon · Koh Kwang-min · Cho Chan-ho · Yoon Seung-won · Yoo Sang-hun | Tirs au but 9–10 | Santos · Yang Sang-min · Cho Won-hee · Cho Dong-geon · Yeom Ki-hun · Kwak Gwang-seon · Hong Cheol · Koo Ja-ryong · Jang Ho-ik · Yang Hyeong-mo | Spectateurs : 35 037 Arbitrage : Kim Seong-ho | Spectateurs : 35 037 Arbitrage : Kim Seong-ho |

### Matchs de Super Coupe
| Supercoupe de Corée du Sud | Suwon Samsung Bluewings FC                               | 5–1 | Anyang LG Cheetahs | Suwon Stadium                         |                                       |
| 20 mars 1999               | Vitaliy 11e · Saša 24e 87e 90e · Shin Hong-gi 76e (pen.) |     | Baek Hyung-jin 45e | Spectateurs : 15 077 Arbitrage : 미상 | Spectateurs : 15 077 Arbitrage : 미상 |

### Matchs du Championnat d'Asie des Clubs
| Coupe d'Asie des clubs champions 2001-2002 Quarts de finale | Suwon Samsung Bluewings FC | 0–0 | Anyang LG Cheetahs | Jeju World Cup Stadium |
| 17 février 2002                                             |                            |     |                    |                        |

| Coupe d'Asie des clubs champions 2001-2002 Finale            | Suwon Samsung Bluewings FC | 0–0 a. p.                                          | Anyang LG Cheetahs | Azadi Stadium |
| 5 avril 2002                                                 |                            |                                                    |                    |               |
| Lee Ki-hyung · Ko Chang-hyun · Alen · Cho Byung-kuk · Sandro | Tirs au but 4–2            | Park Yo-seb · Marcos · Kim Sung-il · Lee Young-pyo |                    |               |

## Résultats et statistiques
- Jusqu'à 4 juillet 2020

### Résultats
| Competition                                | Joué | Victoires de Séoul | Égalité | Victoires de Suwon | Buts de Séoul | Buts de Suwon |
| ------------------------------------------ | ---- | ------------------ | ------- | ------------------ | ------------- | ------------- |
| K League/K League 1                        | 72   | 28                 | 18      | 26                 | 84            | 92            |
| Coupe de la Ligue sud-coréenne de football | 18   | 6                  | 6       | 6                  | 27            | 27            |
| Coupe de Corée du Sud de football          | 6    | 1                  | 3       | 2                  | 7             | 9             |
| Supercoupe de Corée du Sud de football     | 1    | 0                  | 0       | 1                  | 1             | 5             |
| Ligue des champions de l'AFC               | 2    | 0                  | 2       | 0                  | 0             | 0             |
| Total                                      | 99   | 35                 | 29      | 35                 | 119           | 133           |

### Top 10 des buteurs
| #  | Joueur               | équipe                     | K League 1 | Coupe de la Ligue | Coupe FA | Total |
| -- | -------------------- | -------------------------- | ---------- | ----------------- | -------- | ----- |
| 1  | Jung Jo-gook         | FC Séoul                   | 5          | 1                 | 0        | 6     |
| 1  | Dejan Damjanović     | FC Séoul                   | 4          | 2                 | 0        | 6     |
| 1  | Park Chu-young       | FC Séoul                   | 2          | 3                 | 1        | 6     |
| 1  | Park Kun-ha          | Suwon Samsung Bluewings FC | 2          | 4                 | 0        | 6     |
| 1  | Jung Kwang-min       | FC Séoul                   | 2          | 4                 | 0        | 6     |
| 6  | Choi Yong-soo        | FC Séoul                   | 3          | 2                 | 0        | 5     |
| 7  | Ricardo              | FC Séoul                   | 4          | 0                 | 0        | 4     |
| 7  | Saša                 | Suwon Samsung Bluewings FC | 1          | 3                 | 0        | 4     |
| 7  | Vitaliy Parakhnevych | Suwon Samsung Bluewings FC | 0          | 4                 | 0        | 4     |
| 10 | Stevica Ristić       | Suwon Samsung Bluewings FC | 2          | 0                 | 1        | 3     |
| 10 | Kim Dae-eui          | Suwon Samsung Bluewings FC | 2          | 1                 | 0        | 3     |
| 10 | Lee Seung-Yeoul      | FC Séoul                   | 0          | 3                 | 0        | 3     |

- Hat-tricks
  - Park Chu-young (une fois)
- Auto-goal 
  - Kim Jin-kyu (2 goals), Kim Ju-young (1 goal)

### Top 10 des assistes
| # | Joueur                  | équipe                     | K League | Coupe de la Ligue | Coupe FA | Total |
| - | ----------------------- | -------------------------- | -------- | ----------------- | -------- | ----- |
| 1 | Park Kun-ha             | Suwon Samsung Bluewings FC | 2        | 3                 | 0        | 5     |
| 2 | André Luís Alves Santos | FC Séoul                   | 1        | 3                 | 0        | 4     |
| 2 | Denis Laktionov         | Suwon Samsung Bluewings FC | 1        | 3                 | 0        | 4     |
| 3 | Dejan Damjanović        | FC Séoul                   | 3        | 0                 | 0        | 3     |
| 3 | Lee Young-pyo           | FC Séoul                   | 3        | 0                 | 0        | 3     |
| 3 | Wang Jung-hyun          | FC Séoul                   | 2        | 1                 | 0        | 3     |
| 3 | Cho Hyun-doo            | Suwon Samsung Bluewings FC | 2        | 1                 | 0        | 3     |
| 3 | Ko Jong-soo             | Suwon Samsung Bluewings FC | 1        | 2                 | 0        | 3     |
| 3 | Lee Byung-keun          | Suwon Samsung Bluewings FC | 2        | 0                 | 0        | 2     |
| 3 | Lee Kwan-woo            | Suwon Samsung Bluewings FC | 2        | 0                 | 0        | 2     |

### Top 10 des victoires les plus larges
| # | Date             | Compétition       | Résultat         | Stade                   |
| - | ---------------- | ----------------- | ---------------- | ----------------------- |
| 1 | 20 mars 1999     | Supercoupe        | Suwon 5-1 Anyang | Suwon Stadium           |
| 1 | 21 juillet 1999  | K League          | Anyang 0-4 Suwon | Changwon Stadium        |
| 1 | 18 avril 2015    | K League          | Suwon 5-1 Séoul  | Suwon World Cup Stadium |
| 4 | 13 novembre 2002 | K League          | Suwon 4-1 Anyang | Suwon World Cup Stadium |
| 4 | 21 mars 2007     | Coupe de la Ligue | Séoul 4-1 Suwon  | Seoul World Cup Stadium |
| 4 | 14 juillet 2002  | K League          | Anyang 3-0 Suwon | Anyang Stadium          |
| 4 | 23 octobre 2005  | K League          | Suwon 0-3 Séoul  | Suwon World Cup Stadium |

### Top 10 des affluences
| #  | Date            | Compétition | Affluence | Stade                   | Résultat        |
| -- | --------------- | ----------- | --------- | ----------------------- | --------------- |
| 1  | 8 avril 2007    | K League    | 55,397    | Seoul World Cup Stadium | Séoul 0-1 Suwon |
| 2  | 6 mars 2011     | K League    | 51,606    | Seoul World Cup Stadium | Séoul 0-2 Suwon |
| 3  | 8 août 2012     | K League    | 50,787    | Seoul World Cup Stadium | Séoul 0-2 Suwon |
| 4  | 4 avril 2010    | K League    | 48,558    | Seoul World Cup Stadium | Seoul 3-1 Suwon |
| 6  | 13 juillet 2014 | K League 1  | 46,549    | Seoul World Cup Stadium | Séoul 2-0 Suwon |
| 7  | 1er avril 2012  | K League    | 45,192    | Suwon World Cup Stadium | Suwon 2-0 Séoul |
| 8  | 3 octobre 2011  | K League    | 44,537    | Suwon World Cup Stadium | Suwon 1-0 Séoul |
| 9  | 13 avril 2008   | K League    | 44,239    | Seoul World Cup Stadium | Séoul 0-2 Suwon |
| 8  | 3 août 2013     | K League 1  | 43,681    | Seoul World Cup Stadium | Séoul 2-1 Suwon |
| 10 | 3 octobre 2012  | K League    | 43,352    | Suwon World Cup Stadium | Suwon 1-0 Séoul |

## Palmarès
| FC Séoul                 | Championnat                                                      | Suwon Samsung Bluewings FC |
| ------------------------ | ---------------------------------------------------------------- | -------------------------- |
| International (officiel) |                                                                  |                            |
| 0                        | Coupe du monde des clubs de la FIFA                              | 0                          |
| 0                        | Coupe de l'AFC                                                   | 2                          |
| 0                        | Coupe de l'AFC                                                   | 0                          |
| 0                        | Supercoupe d'Asie de football                                    | 2                          |
| 0                        | Coupe d'Asie des vainqueurs de coupe de football (n'existe plus) | 0                          |
| National (officiel)      |                                                                  |                            |
| 5                        | K League Classic                                                 | 4                          |
| 2                        | Coupe de la Ligue sud-coréenne de football                       | 6                          |
| 2                        | Coupe de Corée du Sud de football                                | 3                          |
| 1                        | Supercoupe de Corée du Sud de football (n'existe plus)           | 3                          |